# Finnische Meisterschaften im Skispringen 2013

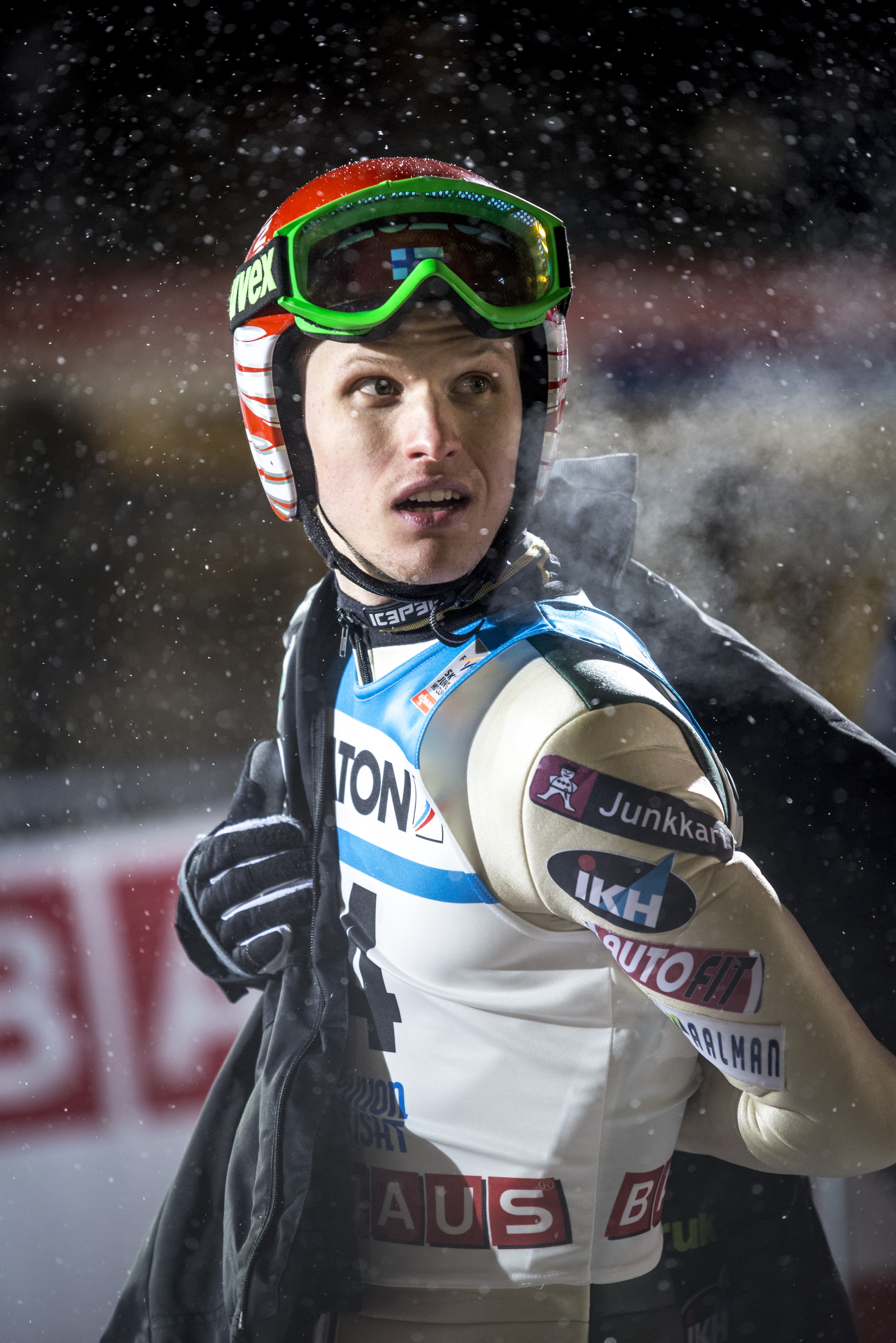
Lauri Asikainen – Finnischer Meister 2013

Die Finnischen Meisterschaften im Skispringen 2013 auf der Großschanze fanden am 20. Januar 2013 in Lahti statt. Die Wettbewerbe wurden auf der Salpausselkä-Schanzen (Salpausselän hyppyrimäet, HS130) ausgetragen. Die Meisterschaft wurde vom Finnischen Wintersportverband und dem Wintersportverein Lahden Hiihtoseura ausgerichtet.

## Ergebnis
| Platz | Sportler         | Weite 1 | Weite 2 | Punkte |
| ----- | ---------------- | ------- | ------- | ------ |
| 1     | Lauri Asikainen  | 130.0 m | 128.0 m | 275.8  |
| 2     | Sami Heiskanen   | 117.0 m | 125.0 m | 241.5  |
| 3     | Kalle Keituri    | 119.5 m | 120.5 m | 241.4  |
| 4     | Anssi Koivuranta | 113.5 m | 122.5 m | 231.2  |
| 5     | Jarkko Määttä    | 121.5 m | 110.0 m | 223.6  |
| 6     | Olli Muotka      | 111.5 m | 116.0 m | 211.4  |
| 7     | Ville Larinto    | 116.5 m | 107.5 m | 206.1  |
| 8     | Ossi-Pekka Valta | 110.0 m | 111.0 m | 202.2  |
| 9     | Antti Aalto      | 94.5 m  | 111.5 m | 171.2  |
| 10    | Antti Määttä     | 93.5 m  | 107.0 m | 161.8  |